# III. třída okresu Hodonín
III. třída okresu Hodonín (okresní soutěž III. třídy) patří společně s ostatními třetími třídami mezi deváté nejvyšší fotbalové soutěže v Česku. Do konce sezony 2005/06 se hrála v jediné skupině, poté ve dvou skupinách a od sezony 2016/17 se hraje ve třech skupinách. Je řízena Okresním fotbalovým svazem Hodonín. Hraje se každý rok od léta do jara se zimní přestávkou. Účastní se ji 14 týmů z okresu okresu Hodonín, každý s každým hraje jednou na domácím hřišti a jednou na hřišti soupeře. Celkem se tedy hraje 26 kol. Vítězem se stává tým s nejvyšším počtem bodů v tabulce a postupuje do II. třídy okresu Hodonín. Poslední dva týmy sestupují do IV. třídy. Do III. třídy vždy postupuje vítězný a druhý tým z IV. třídy.

## Vítězové

### III. třída okresu Hodonín skupina A
| Ročník    | Vítězný tým                    |
| --------- | ------------------------------ |
| 2003/2004 | SK Spartak Svatobořice-Mistřín |
| 2004/2005 | TJ Družstevník Starý Poddvorov |
| 2005/2006 | SK Spartak Svatobořice-Mistřín |
| 2006/2007 | TJ Slavoj Moravany             |
| 2008/2007 | TJ Sokol Dambořice             |
| 2008/2009 | TJ KOVO Ždánice                |
| 2009/2010 | TJ Sokol Sobůlky               |
| 2010/2011 | FK Sokol Lovčice               |
| 2011/2012 | SK Kostelec                    |
| 2012/2013 | TJ ZEMAS Hovorany              |
| 2013/2014 | TJ Sokol Nenkovice             |
| 2014/2015 | SK Dolní Bojanovice            |
| 2015/2016 | TJ Sokol Dambořice             |
| 2016/2017 | FK Šardice                     |
| 2017/2018 | FK Milotice „B“                |
| 2018/2019 | FK Hodonín „B“                 |
| 2019/2020 | TJ Mikulčice                   |

### III. třída okresu Hodonín skupina B
| Ročník    | Vítězný tým               |
| --------- | ------------------------- |
| 2006/2007 | TJ Sokol Radějov          |
| 2007/2008 | SK Kozojídky              |
| 2008/2009 | SK Sudoměřice             |
| 2009/2010 | TJ Jiskra Strážnice       |
| 2010/2011 | FK Baník Ratíškovice „B“  |
| 2011/2012 | TJ KEN Veselí nad Moravou |
| 2012/2013 | TJ Sokol Žádovice         |
| 2013/2014 | TJ Slovan Bzenec „B“      |
| 2014/2015 | SK Kozojídky              |
| 2015/2016 | TJ Sokol Lipov            |
| 2016/2017 | TJ Družba Bukovany        |
| 2017/2018 | TJ Vlast Ježov            |
| 2018/2019 | TJ Družba Bukovany        |
| 2019/2020 | TJ Sokol Žádovice         |

### III. třída okresu Hodonín skupina C
| Ročník    | Vítězný tým                 |
| --------- | --------------------------- |
| 2016/2017 | TJ Sokol Radějov            |
| 2017/2018 | TJ Sokol Petrov             |
| 2018/2019 | TJ Sokol Hroznová Lhota „B“ |
| 2019/2020 | FK Suchov                   |